# 10 000 meter för herrar i friidrott vid olympiska sommarspelen 1996
10 000 meter för herrar vid olympiska sommarspelen 1996 i Atlanta avgjordes 26-29 juli.

## Medaljörer
| Gren         | Guld                          | Guld          | Silver              | Silver   | Brons                  | Brons    |
| 10 000 meter | Haile Gebrselassie · Etiopien | 27.07,34 (OR) | Paul Tergat · Kenya | 27.08,17 | Salah Hissou · Marocko | 27.28,59 |

## Resultat

### Slutliga resultat
| Placering | Final                       | Tid      |
| --------- | --------------------------- | -------- |
|           | Haile Gebrselassie (ETH)    | 27.07,34 |
|           | Paul Tergat (KEN)           | 27.08,17 |
|           | Salah Hissou (MAR)          | 27.24,67 |
| 4.        | Aloys Nizigama (BDI)        | 27:33.79 |
| 5.        | Josphat Machuka (KEN)       | 27:35.08 |
| 6.        | Paul Kipsilgich Koech (KEN) | 27:35.19 |
| 7.        | Khalid Skah (MAR)           | 27:46.98 |
| 8.        | Mathias Ntawulikura (RWA)   | 27:50.73 |
| 9.        | Stephane Franke (GER)       | 27:59.08 |
| 10.       | Jon Brown (GBR)             | 27:59.72 |
| 11.       | Armando Quintanilla (MEX)   | 28:09.46 |
| 12.       | Marko Hhawu (TAN)           | 28:20.58 |
| 13.       | Abel Antón (ESP)            | 28:29.37 |
| 14.       | Carlos de la Torre (ESP)    | 28:32.11 |
| 15.       | Alejandro Gómez (ESP)       | 28:39.11 |
| 16.       | Zoltan Kaldy (HUN)          | 28:45.48 |
| 17.       | Worku Bikila (ETH)          | 28:59.15 |
| 18.       | Stefano Baldini (ITA)       | 29:07.77 |
| 19.       | Alyan Al-Qahtani (KSA)      | DNF      |
| 20.       | Paul Evans (GBR)            | DNF      |

### Icke-kvalificerade
| Placering | Icke-kvalificerade       | Tid      |
| --------- | ------------------------ | -------- |
| —         | Silvio Guerra (ECU)      | 28:30.15 |
| —         | Abraham Assefa (ETH)     | 28:32.24 |
| —         | Toshinari Takaoka (JPN)  | 28:38.18 |
| —         | Robbie Johnston (NZL)    | 28:40.60 |
| —         | Shaun Creighton (AUS)    | 28:44.29 |
| —         | Alfredo Braz (POR)       | 28:50.28 |
| —         | Katsuhiko Hanada (JPN)   | 28:52.22 |
| —         | Róbert Štefko (SVK)      | 29:03.80 |
| —         | Hendrick Ramaala (RSA)   | 29:07.81 |
| —         | Brad Barquist (USA)      | 29:11.20 |
| —         | Charles Mulinga (ZAM)    | 29:14.99 |
| —         | Carlos Patrício (POR)    | 29:15.41 |
| —         | Miroslav Vanko (SVK)     | 29:17.53 |
| —         | Sean Dollman (IRL)       | 29:19.03 |
| —         | Hamid Sadjadi (IRI)      | 29:22.65 |
| —         | Ronaldo da Costa (BRA)   | 29:26.58 |
| —         | Jeff Schiebler (CAN)     | 29:47.79 |
| —         | Dan Middleman (USA)      | 29:50.72 |
| —         | Mohamed Ezzher (FRA)     | 29:55.34 |
| —         | Martín Pitayo (MEX)      | 30:32.20 |
| —         | Herder Vasquez (COL)     | 33:26.15 |
| —         | Majed Abu Maraheel (PLE) | 34:40.50 |
| —         | Larbi Zeroual (MAR)      | DNF      |
| —         | Abdellah Béhar (FRA)     | DNF      |
| —         | Paulo Guerra (POR)       | DNF      |
| —         | Todd Williams (USA)      | DNF      |
| —         | Julian Paynter (AUS)     | DNS      |
| —         | Yasuyuki Watanabe (JPN)  | DNS      |